# Centre-Ouest
Centre-Ouest är en administrativ region som täcker ett område i centrala och södra Burkina Faso, med gräns mot Ghana. Befolkningen uppgår till cirka 1,3 miljoner invånare, och den administrativa huvudorten är Koudougou.

## Administrativ indelning
Regionen är indelad i fyra provinser:
- Boulkiemdé
- Sanguié
- Sissili
- Ziro

Dessa provinser är i sin tur indelade i sammanlagt 38 departement (dessa fungerar samtidigt som kommuner).